# Lijst van voetbalinterlands Botswana - Zambia (vrouwen)
Deze lijst van voetbalinterlands is een overzicht van alle officiële voetbalinterlands tussen de nationale vrouwenteams van Botswana en Zambia. De landen hebben tot nu toe tien keer tegen elkaar gespeeld. 

## Wedstrijden
| №  | Plaats         | Datum            | Competitie                          | Wedstrijd         | Uitslag |
| -- | -------------- | ---------------- | ----------------------------------- | ----------------- | ------- |
| 1  | Lobatse        | 2 oktober 2010   | Olympische Spelen 2012 kwalificatie | Botswana − Zambia | 1 − 4   |
| 2  | onbekend       | 23 oktober 2010  | Olympische Spelen 2012 kwalificatie | Zambia − Botswana | 2 − 1   |
| 3  | Ibhayi         | 6 augustus 2019  | COSAFA Women's Championship 2019    | Zambia − Botswana | 0 − 0   |
| 4  | Ibhayi         | 8 augustus 2019  | COSAFA Women's Championship 2019    | Zambia − Botswana | 4 − 0   |
| 5  | Lusaka         | 2 oktober 2019   | Olympische Spelen 2020 kwalificatie | Zambia − Botswana | 1 − 0   |
| 6  | Francistown    | 8 oktober 2019   | Olympische Spelen 2020 kwalificatie | Botswana − Zambia | 0 − 2   |
| 7  | Ibhayi         | 12 november 2020 | COSAFA Women's Championship 2020    | Botswana − Zambia | 2 − 1   |
| 8  | Lusaka         | 29 april 2022    | Vriendschappelijk                   | Zambia − Botswana | 1 − 0   |
| 9  | Lusaka         | 2 mei 2022       | Vriendschappelijk                   | Zambia − Botswana | 1 − 1   |
| 10 | Atteridgeville | 31 mei 2025      | Vriendschappelijk                   | Botswana − Zambia | 1 − 1   |

## Samenvatting
| Competitie                     | Totaal gespeeld | Winst Botswana | Gelijk | Winst Zambia | Doelsaldo Botswana – Zambia |
| ------------------------------ | --------------- | -------------- | ------ | ------------ | --------------------------- |
| Olympische Spelen kwalificatie | 4               | 0              | 0      | 4            | 2 − 9                       |
| COSAFA Women's Championship    | 3               | 1              | 1      | 1            | 2 − 5                       |
| Vriendschappelijk              | 3               | 0              | 2      | 1            | 2 − 3                       |
| Totaal                         | 10              | 1              | 3      | 6            | 6 − 17                      |